# Tal Ben Chajjim (ur. 1989)
Tal Ben Chajjim, Tal Ben Haim (hebr. טל בן חיים; ur. 5 sierpnia 1989 w Kefar Sawie) – izraelski piłkarz posiadający polskie obywatelstwo, występujący na pozycji napastnika. Zawodnik Sparty Praga, do której trafił w 2017 roku. W reprezentacji Izraela zadebiutował w 2011 roku. Do tej pory rozegrał w niej trzy spotkania, w których zdobył jedną bramkę (stan na 15 listopada 2012).